# Svjetsko prvenstvo u rukometu – SR Njemačka 1982.
Svjetsko prvenstvo u rukometu 1982. održano je u SR Njemačkoj od 22. veljače do 7. ožujka 1982. godine.  
Svjetskim prvacima postali su reprezentativci Sovjetskog Saveza koji su u finalu, poslije produžetaka, savladali reprezentaciju SFR Jugoslavije.

## Prva faza natjecanja

### Grupa A
- SR Njemačka - Kuvajt 24:10
- Sovjetski Savez - Čehoslovačka 31:17
- Sovjetski Savez - Kuvajt 44:19
- SR Njemačka - Čehoslovačka 19:18
- Čehoslovačka - Kuvajt 33:12
- Sovjetski Savez - SR Njemačka 24:16

1. Sovjetski Savez 6
2. SR Njemačka 4
3. Čehoslovačka 2
4. Kuvajt 0

### Grupa B
- Španjolska - Alžir 19:15
- Mađarska - Švedska 20:20
- Mađarska - Alžir 30:20
- Španjolska - Švedska 23:20
- Švedska - Alžir 31:15
- Mađarska - Španjolska 20:20

1. Španjolska 5
2. Mađarska 4
3. Švedska 3
4. Alžir 0

### Grupa C
- Poljska - Švicarska 16:15
- DR Njemačka - Japan 28:18
- Poljska - Japan 28:19
- DR Njemačka - Švicarska 16:14
- Švicarska - Japan 18:15
- DR Njemačka - Poljska 19:19

1. DR Njemačka 5
2. Poljska 5
3. Švicarska 2
4. Japan 0

### Grupa D
- SFR Jugoslavija - Kuba 38:21
- Rumunjska - Danska 20:18
- Rumunjska - Kuba 34:26
- Danska - SFR Jugoslavija 19:18
- Danska - Kuba 28:21
- SFR Jugoslavija - Rumunjska 22:21

1. SFR Jugoslavija 4 (+17)
2. Rumunjska 4 (+9)
3. Danska 4 (+6)
4. Kuba 0

## Druga faza natjecanja

### Grupa 1
- SR Njemačka - Poljska 18:17
- Sovjetski Savez - Švicarska 23:14
- Čehoslovačka - DR Njemačka 24:21
- DR Njemačka - SR Njemačka 19:16
- Sovjetski Savez - Poljska 27:21
- Čehoslovačka - Švicarska 17:17
- SR Njemačka - Švicarska 16:16
- Sovjetski Savez - DR Njemačka 25:17
- Poljska - Čehoslovačka 24:23

1. Sovjetski Savez 10
2. Poljska 5 (-5)
3. DR Njemačka 5 (-6)
4. SR Njemačka 5 (-9)
5. Čehoslovačka 3
6. Švicarska 2

### Grupa 2
- Rumunjska - Švedska 31:24
- Danska - Španjolska 23:22
- Mađarska - SFR Jugoslavija 20:20
- Španjolska - SFR Jugoslavija 25:28
- Rumunjska - Mađarska 24:19
- Danska - Švedska 21:20
- Španjolska - Rumunjska 22:20
- Mađarska - Danska 19:19
- SFR Jugoslavija - Švedska 30:19

1. SFR Jugoslavija 7
2. Danska 7
3. Rumunjska 6
4. Španjolska 5
5. Mađarska 4
6. Švedska 1

### Utakmice za poredak od 13. do 16. mjesta
- Kuvajt - Alžir 22:20
- Japan - Kuvajt 31:20
- Kuba - Kuvajt 34:30
- Kuba - Japan 25:20
- Kuba - Alžir 21:21
- Japan - Alžir 22:21

### Finalne utakmice
- Za 11. mjesto
  - Švedska - Švicarska 25:17
- Za 9. mjesto
  - Mađarska - Čehoslovačka 24:18
- Za 7. mjesto
  - SR Njemačka - Španjolska 19:15
- Za 5. mjesto
  - Rumunjska - DR Njemačka 24:21
- Za 3. mjesto
  - Poljska - Danska 23:22
- Finale
  - Sovjetski Savez - SFR Jugoslavija 30:27 (poslije produžetaka)

## Konačan plasman
1. Sovjetski Savez
2. SFR Jugoslavija
3. Poljska
4. Danska
5. Rumunjska
6. DR Njemačka
7. SR Njemačka
8. Španjolska
9. Mađarska
10. Čehoslovačka
11. Švedska
12. Švicarska
13. Kuba
14. Japan
15. Kuvajt
16. Alžir

## Najbolji strijelci prvenstva
1. Vasile Stinga (Rumunjska) 65/21
2. Peter Kovacs (Mađarska) 56/17
3. Erhard Wunderlich (SR Njemačka) 40/18
4. Vladimir Belov (Sovjetski Savez) 39/19
5. Juan Uria (Španjolska) 35/13

## Vanjske poveznice
- Statistika IHF-a